# Opala
Opala este un oraș în  provincia Haut-Congo, Republica Democrată Congo. În 2012 avea o populație de 16 114 de locuitori, iar în 2004 avea 13 735.